# Alphonse Terroir
Alphonse Camille Terroir (* 12. November 1875 in Marly; † 15. Oktober 1955 in Paris) war ein französischer Bildhauer.
Terroir gewann 1902 den Premier Grand Prix de Rome. Während des damit verbundenen Romaufenthaltes befreundete er sich mit den Komponisten Florent Schmitt, André Caplet und mit Aymé Kunc, von dem er eine Büste schuf.
Für die Stadt Combourg schuf er 1930 ein Denkmal des romantischen Schriftstellers François-René de Chateaubriand. Für das Pantheon entstand das Monument à Diderot et à l’Encyclopédie. Mehrere seiner Werke sind in Valenciennes zu sehen, so sein Sacré Cœur auf dem Turm der gleichnamigen Kirche und das Grab des Abtes Delbecque zu deren Füßen, das Monument de la Renaissance de Valenciennes am Lycée Wallon sowie L’Orphelin im Parc de la Rhonelle.
Auf dem Friedhof seiner Geburtsstadt findet sich L’Homme devant la mort se recueille et prie und in Haulchin eine Statue des Ernest Macarez. Mehr als dreißig seiner Skulpturen befinden sich im Besitz des Musée des Beaux-Arts, weitere u. a. in Südamerika und Marokko.